# Manel Silvestre
Manel Silvestre (Barcelona, 2 de junio de 1965 - ), jugador y entrenador de waterpolo español.

## Biografía
Se inició en el waterpolo a los 8 años, cuando el entrenador del Montjuic, Imre Zikora le llamó para una competición escolar en la Piscina Municipal de Sabadell.
Durante muchos años fue el portero titular del Club Natació Montjuic y posteriormente del Club Natació Sabadell. Estuvo a las órdenes de entrenadores de prestigio: Imre Zikora, Manuel Delgado, Pepe Alcázar, Jaime Fite, Lino Repetto, Toni Esteller, Sergi Pérez, Llorenç Carbó, Cornel Marculescu, Lolo Ibern, Mariano García, Joan Jane, Dragan Matutinovic, Goico Seivig.
Fue internacional con la selección nacional junior de 1982 a 1984. Ha sido internacional con la selección española de waterpolo en numerosas ocasiones durante 1985-1995. 
En su retiro como jugador en el 2000 tomó las riendas como entrenador del club Natació Sabadell, con el que logró varios títulos: una Copa del Rey, dos Supercopas de España y una Liga Catalana; y finalista en siete ocasiones: tres de copa, tres de Liga y una de supercopa de España.
En 2007 abandonó su puesto de entrenador del CN Sabadell para dirigir el Waterpolo Navarra.
En marzo de 2007 comenzó un a escribir un blog de waterpolo (El Cuervo Waterpolo Blog) en el que se recogen muchísimas fotos, reportajes, videos y anécdotas sobre el waterpolo en el mundo.
En 2009 con 44 años volvió a las piscinas después de que sus dos porteros se lesionaran y disputó 3 partidos con el Waterpolo Navarra ganando dos de ellos.

## Clubes
Jugador:
- Club Natació Montjuïc (1981-1993) ( España)
- Club Natació Sabadell (1993-2000) ( España)
- Waterpolo Navarra (2009-2010) ( España)

Entrenador:
- Club Natació Montjuïc femenino (1985) ( España)
- Club Natació Montjuïc infantil (1985-1993) ( España)
- Club Natació Sabadell infantil (1993-2000) ( España)
- Club Natació Sabadell (2000-2007) ( España)
- Waterpolo Navarra (2007-) ( España)

## Títulos
En club como jugador:
- Copa del Rey de España de waterpolo 1997
- Campeón de la liga española de waterpolo 1986-87
- Campeón de la liga española de waterpolo 1985-86
- Mejor Portero de la liga española de waterpolo 1985-86
- Campeón de la liga española de waterpolo 1984-85

Como jugador de la selección española:
- 5.º en el campeonato de Europa de Viena 1995
- Plata en el Mundial de Roma 1994
- Bronce en el Europeo de Sheffield 1993
- Plata en la Olimpiada de Barcelona 1992
- Plata en el Mundial de Perth 1991
- Plata en el Europeo de Atenas 1991
- 5.º en el campeonato del mundo de Madrid 1986
- Bronce en el campeonato de Europa junior de Tenerife 1984
- Oro en el campeonato del Mundo junior Barcelona 1983

Como entrenador:
- Ascenso del Waterpolo Navarra a división de Honor en 2008
- Supercopa de España 2006
- Campeón de la Supercopa de España 2005
- Campeón de la Copa de España 2004-05
- Campeón de la Supercopa de España 2002
- Oro en el Primer Campeonato de España Infantil 1997